# 富泉乡 (永泰县)
富泉乡是中华人民共和国福建省福州市永泰县下辖的一个乡。富泉乡成立于1952年，富泉原名“界竹口”、“爱竹口”，富字带有未来和文雅之意，且乡所在地有一口温泉，故取名之。乡政府驻地在力华村，海拔为50米，全乡最高山的德洋村海拔为650米。

## 行政区划
富泉乡共辖9个行政村：
蜚英村、力华村、瑞应村、蜚安村、力星村、芭蕉村、德洋村、下院村和协星村。